# 宜蘭市

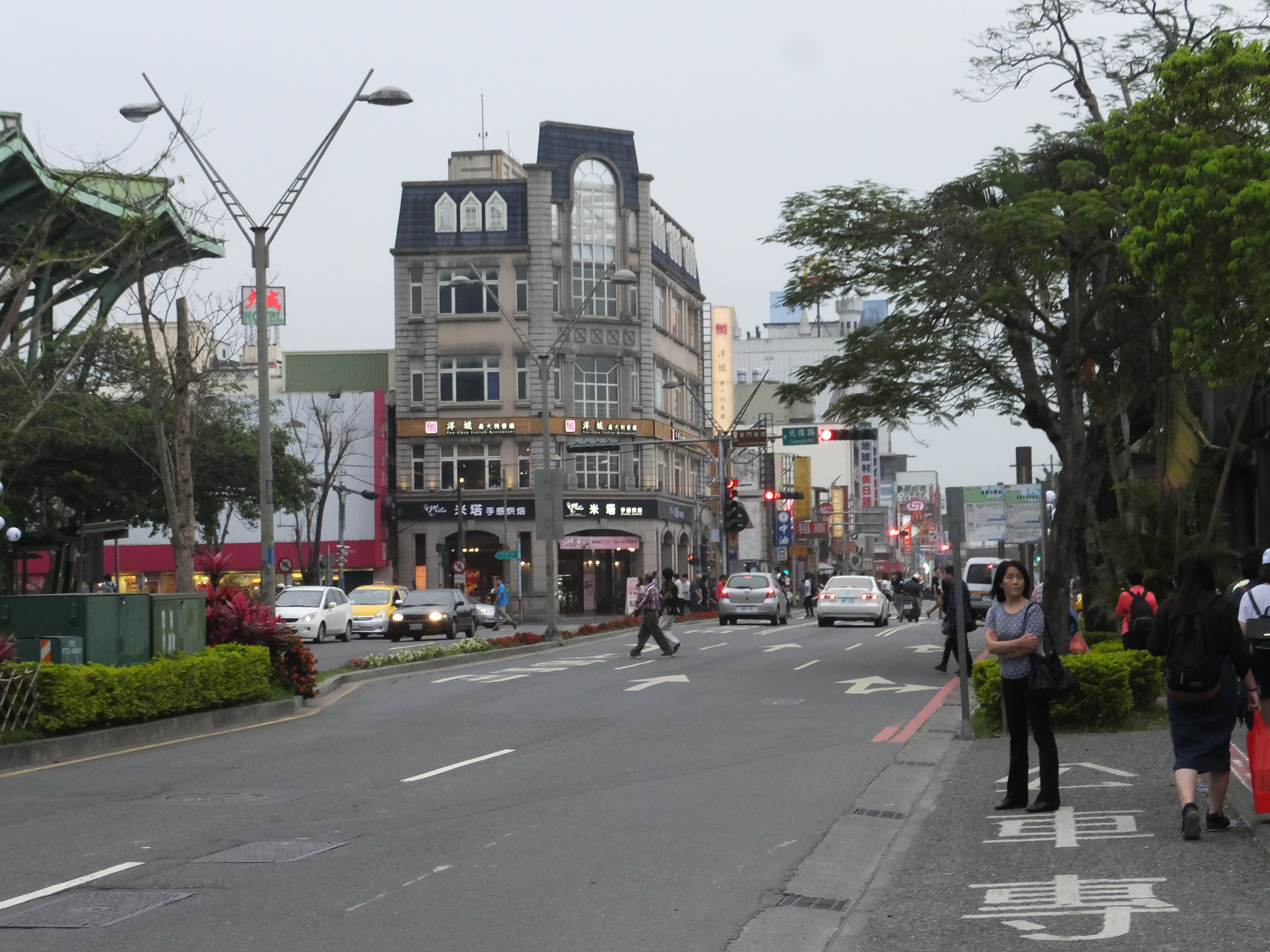
宜蘭中心部

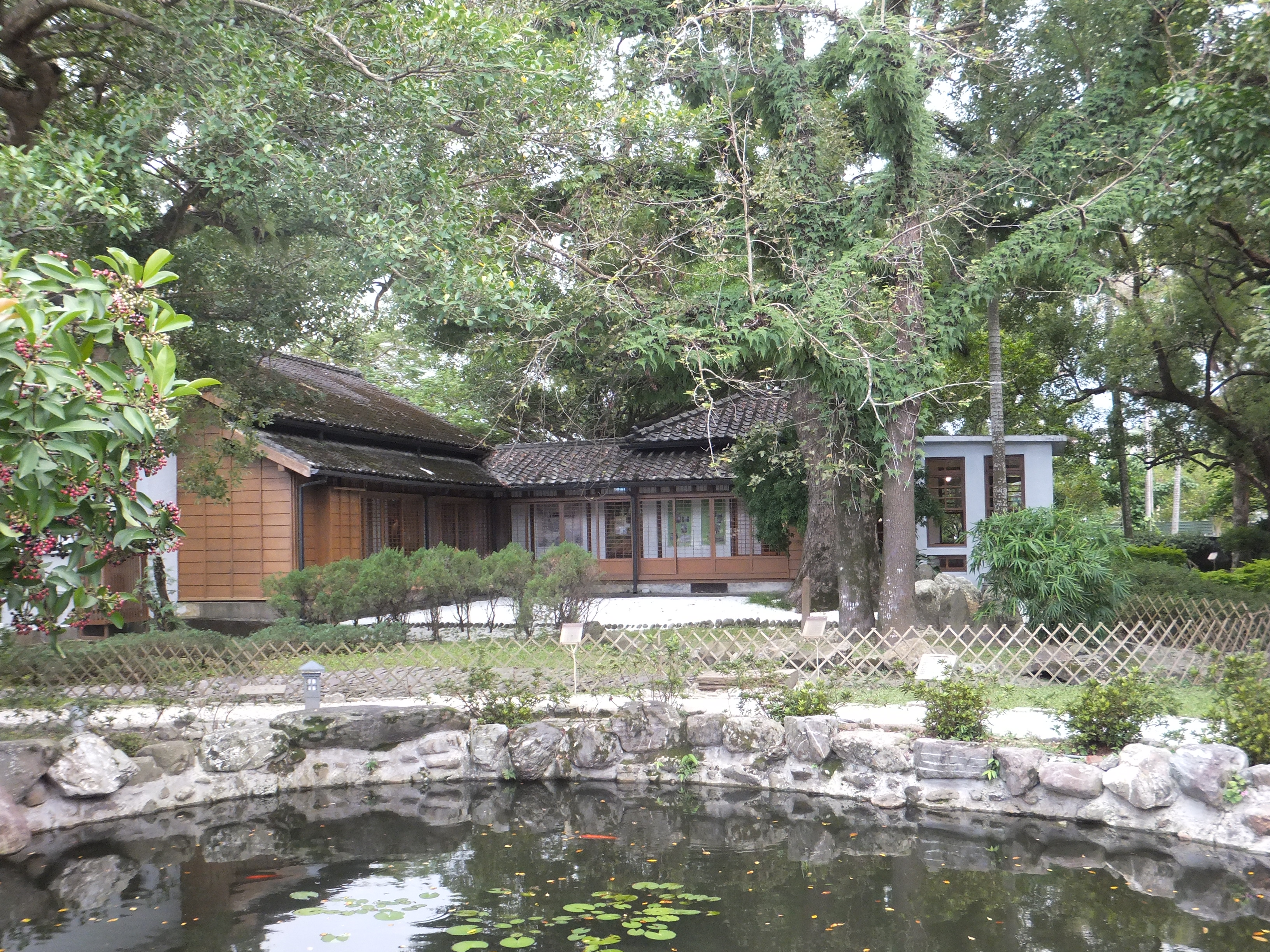
宜蘭設治紀念館
（旧宜蘭県長官邸）

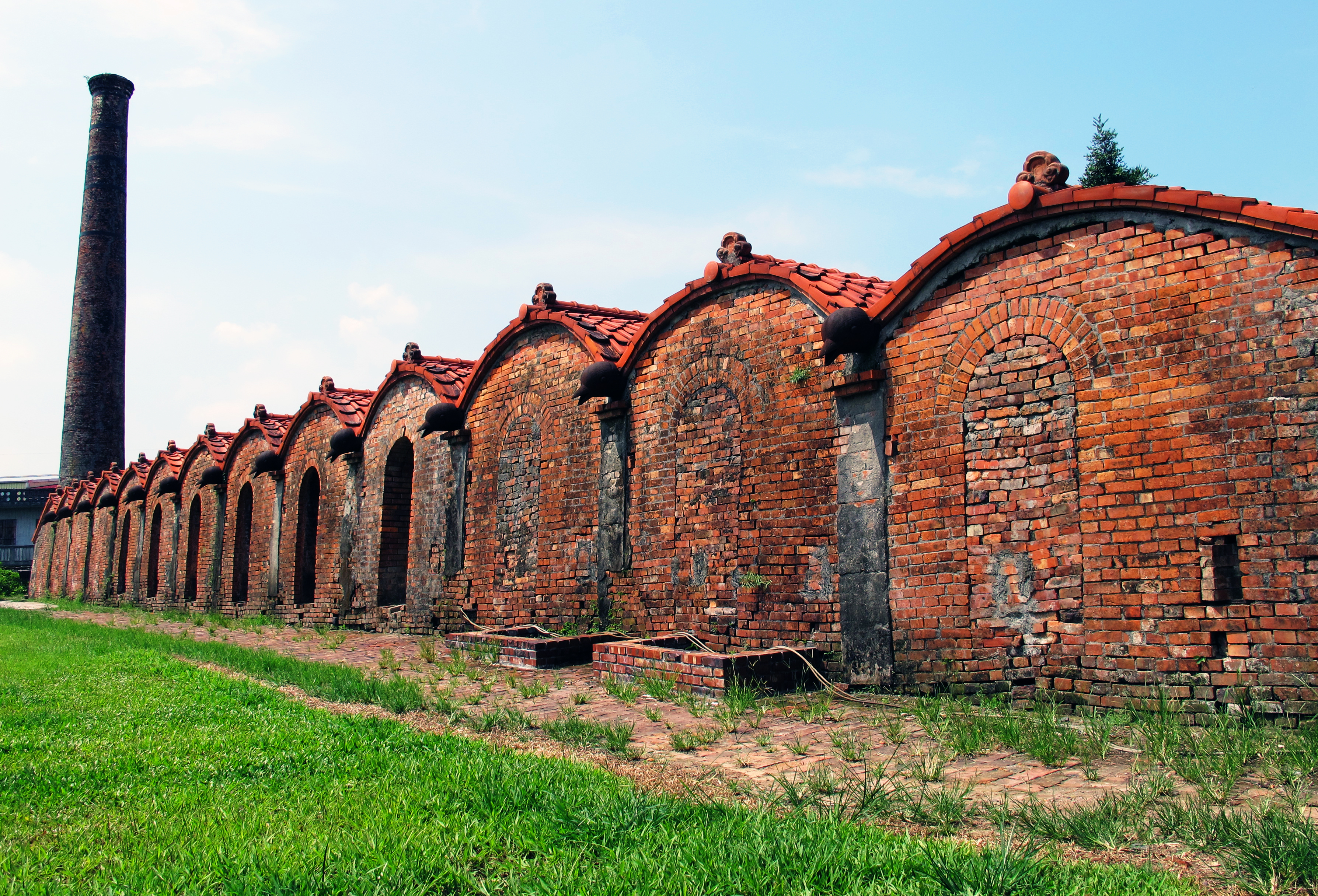
宜蘭煉瓦窯

宜蘭市（イーラン/ぎらん-し）は中華民国台湾省北東部の市。宜蘭県の県轄市で、宜蘭県政府の所在地である。

## 地理
宜蘭市は宜蘭県北部、蘭陽平原の中央に位置し、宜蘭県政府の所在地である。東は壮囲郷と、西は員山郷と、南は蘭陽渓を隔てて五結郷と、北は礁渓郷とそれぞれ接している。

### 行政区
| 地区 | 里                                                                                     |
| ---- | -------------------------------------------------------------------------------------- |
| 北   | 梅洲里、茭白里、北津里、新生里、七張里                                                 |
| 南   | 凱旋里、進士里、南橋里、南津里、建業里                                                 |
| 東   | 慈安里、中興里、成功里、新東里、延平里、東村里、黎明里                                 |
| 西   | 民権里、民族里、負郭里、復興里、擺厘里、文化里、思源里、七結里、建軍里、泰山里         |
| 中   | 神農里、小東里、大新里、菜園里、孝廉里、北門里、西門里、南門里、中山里、東門里、新民里 |

## 歴史
宜蘭市は古くは台湾原住民平埔族クバラン族の居住地であった。記録での初見は1625年のスペイン宣教師のハニント・エスキバル（Hahint Esquival）が作成した東台湾地名一覧の中の「kibanurn」という記録である。これは宜蘭平原に居住していたクヴァラン（Kvalan）であり、「平地の住人」を意味したといわれている。のちに台湾語音による漢字で「蛤仔難（kap-a2-lan5）」と宛てられた。明代中期には漢人の足跡が残されており、1632年にスペイン人がこの地の蕃社を招撫し、教会を建設し布教活動を行い、通商を開始した際に多くの漢人が協力していた。1642年、オランダ人がスペイン勢力を駆逐して蛤仔難平原の支配を行った際にも布教活動と灌漑設備の整備を推進し、開墾を奨励していた。
本格的な開発としては1796年、呉沙が福建省漳州と泉州、広東の人々を率いて宜蘭平原に入植した際に誕生した「五囲」が現在の宜蘭市の始まりである。1812年、台湾府の下に噶瑪蘭庁（漢字の当て字を「蛤仔難」から「噶瑪蘭」に改変）を設置し行政統治を開始し、1876年には「宜蘭県」に昇格させ県治がこの地に設けられた。1895年、日本による台湾統治が開始されると宜蘭県を宜蘭支庁へ改編し台北県の管轄とした。
日本による51年間の統治期間の中で、宜蘭市は小変更を含めると10度にわたる行政改制が実施された。台北県宜蘭支庁とされたが、1897年の支庁舎廃止に伴い弁務署と改編され、1902年には宜蘭庁と改編された。1920年の台湾地方改制の際、宜蘭地区は宜蘭、羅東、蘇澳の3郡に分割され、台北州の管轄とされると同時に、壮囲堡壮一及び員山堡金六結が宜蘭に編入され宜蘭県郡宜蘭街とされた。1940年、宜蘭街と礁渓庄二結の一部、一結、辛仔罕、壮囲庄壮二、壮三、壮四、壮七、七張及び員山庄珍仔満力、四鬮を合併し宜蘭市が成立し、現在の行政区域の基礎が築かれた。
1919年（大正8年）、王子製紙が宜蘭市に進出。バガスを原料とする製紙工場を建設した。
戦後の1946年1月16日台北県政府が設置されると、宜蘭、羅東、蘇澳3郡は台北県の管轄となり，1月末に台北州宜蘭市を県轄市と改編、朱正宗が初代市長に任命された。
1947年2月28日、二二八事件が発生すると、3月3日午前10時に宜蘭劇場で「宜蘭市民大会」が開催され、同日午後「二二八処理委員会宜蘭分会」が成立、5日上午10時には宜蘭市民大会及び有志青年による青年大会が開催され、汚職漢官吏粛清などの4点を決議、政府に対し決議内容の履行を迫った。これに対し政府は3月13日に国軍第21師団劉営長及び憲兵21団周団長を派遣、宜蘭市に治安出動を行った。これにより宜蘭医院院長郭章垣、宜蘭農林学校代理校長蘇耀邦等多くの市民が殺害された。
1950年8月16日、行政院は第145次会議で各県市行政区域に調整を決定、10月10日に宜蘭県が正式成立し方家慧を初代県長に任命した。1976年7月1日、宜蘭河北岸の員山郷同楽村1至4鄰を7梅洲里へ編入し現在の行政区画が成立し現在に至っている。
戦後国民党政権の支配下では、開発が遅れ、伝統的に反国民党感情が強いところとされた。

## 歴代市長

### 日本統治期
| 代    | 氏名       | 任期            | 備考 |
| ----- | ---------- | --------------- | ---- |
| 初代  | 鳥海剛     | 1940年 - 1942年 |      |
| 第2代 | 明知延佳   | 1942年 - 1944年 |      |
| 第3代 | 村田安治郎 | 1944年          |      |
| 第4代 | 築地憲治   | 1945年          |      |

### 中華民国期
| 代        | 氏名   | 党員資格        | 任期            | 備考     |
| --------- | ------ | --------------- | --------------- | -------- |
| 官選初代  | 陳金波 |                 | 1945年 - 1946年 |          |
| 官選第2代 | 朱正宗 |                 | 1946年          |          |
| 官選第3代 | 袁大晋 |                 | 1946年 - 1952年 | 政府派遣 |
| 初代      | 黄樹雲 |                 | 1952年 - 1954年 |          |
| 第2代     | 陳阿呆 |                 | 1954年 - 1960年 |          |
| 第3代     | 陳阿呆 |                 | 1954年 - 1960年 |          |
| 第4代     | 陳朝枝 |                 | 1960年 - 1964年 |          |
| 第5代     | 葉煥培 |                 | 1964年 - 1968年 |          |
| 第6代     | 葉煥培 | 1968年 - 1973年 |                 |          |
| 第7代     | 簡茂松 |                 | 1973年 - 1977年 |          |
| 第8代     | 簡茂松 | 1977年 - 1979年 | 事故死          |          |
| 第8代     | 白土炎 |                 | 1979年 - 1982年 | 代理     |
| 第9代     | 林建栄 | 中国国民党      | 1982年 - 1986年 |          |
| 第10代    | 呉攀龍 | 中国国民党      | 1946年 - 1949年 |          |
| 第11代    | 林建栄 | 中国国民党      | 1990年 - 1994年 |          |
| 第12代    | 林建栄 | 中国国民党      | 1994年 - 1996年 | 選出議員 |
| 第12代    | 郭時南 | 民主進歩党      | 1996年 - 1998年 | 補欠選挙 |
| 第13代    | 呂国華 | 中国国民党      | 1998年 - 2002年 |          |
| 第14代    | 呂国華 | 中国国民党      | 2002年 - 2006年 |          |
| 第15代    | 黄定和 | 中国国民党      | 2006年 - 2010年 |          |
| 第16代    | 黄定和 | 中国国民党      | 2010年 - 2014年 |          |
| 第17代    | 江聡淵 | 民主進歩党      | 2014年 -        |          |

## 教育

### 大学
- 国立宜蘭大学

### 高等学校
- 国立宜蘭高級中学
- 国立蘭陽女子高級中学
- 国立宜蘭高級商業職業学校

### 中学校
- 宜蘭県立宜蘭国民中学
- 宜蘭県立中華国民中学
- 宜蘭県立復興国民中学
- 宜蘭県立凱旋国民中学

### 小学校
- 宜蘭県立黎明国民小学
- 宜蘭県立力行国民小学
- 宜蘭県立宜蘭国民小学
- 宜蘭県立凱旋国民小学
- 宜蘭県立光復国民小学
- 宜蘭県立南屏国民小学
- 宜蘭県立中山国民小学
- 宜蘭県立育才国民小学
- 宜蘭県立新生国民小学

## 交通

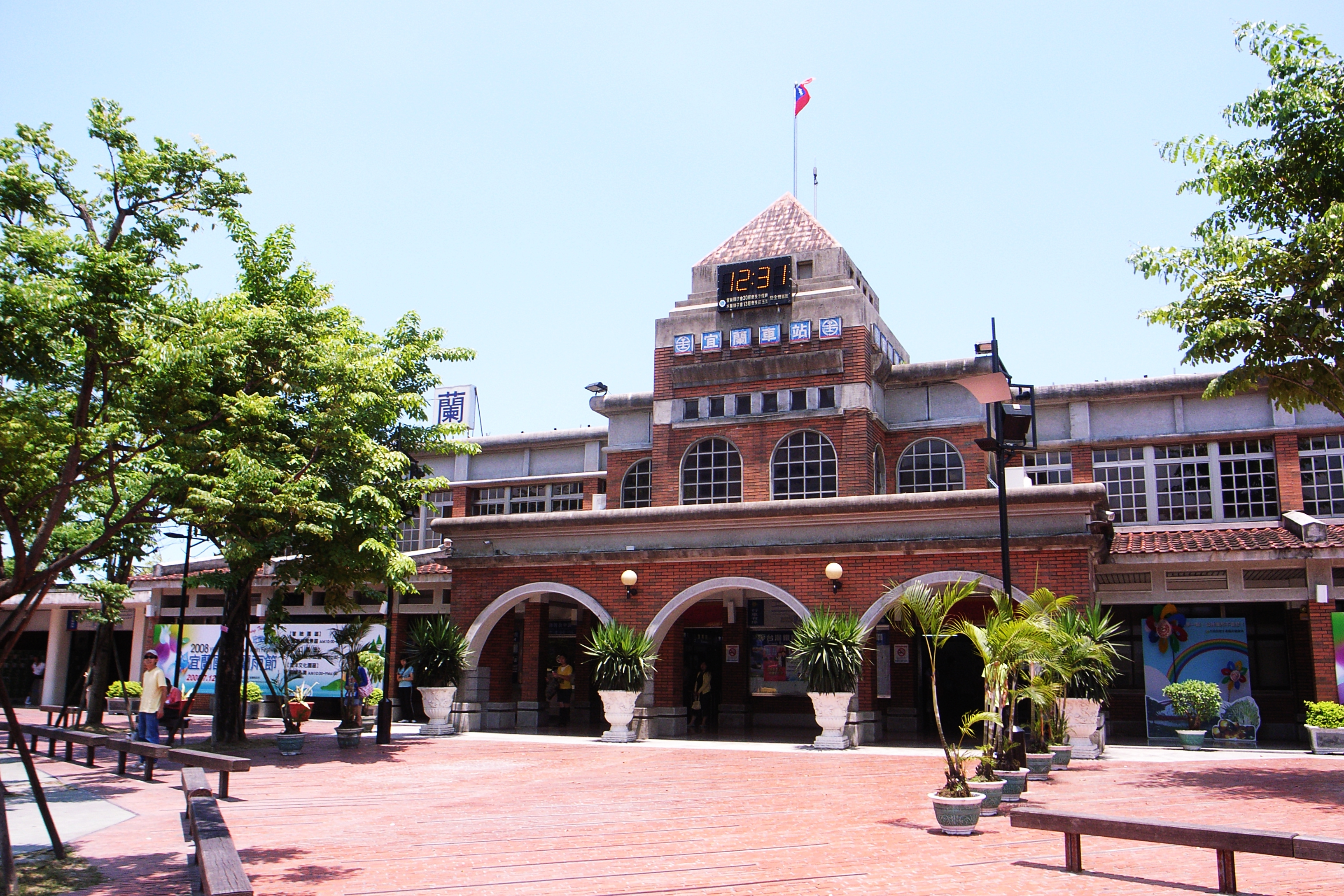
宜蘭駅

| 種別 | 路線名称 | その他                           |
| ---- | -------- | -------------------------------- |
| 鉄道 | 宜蘭線   | 宜蘭駅                           |
| 国道 | 国道5号  | 宜蘭JCT                          |
| 省道 | 台7線    | 北部横貫公路                     |
| 省道 | 台9線    | 北宜公路                         |
| 省道 | 台9甲線  | 烏宜公路（双連埤までの部分開通） |

## 観光

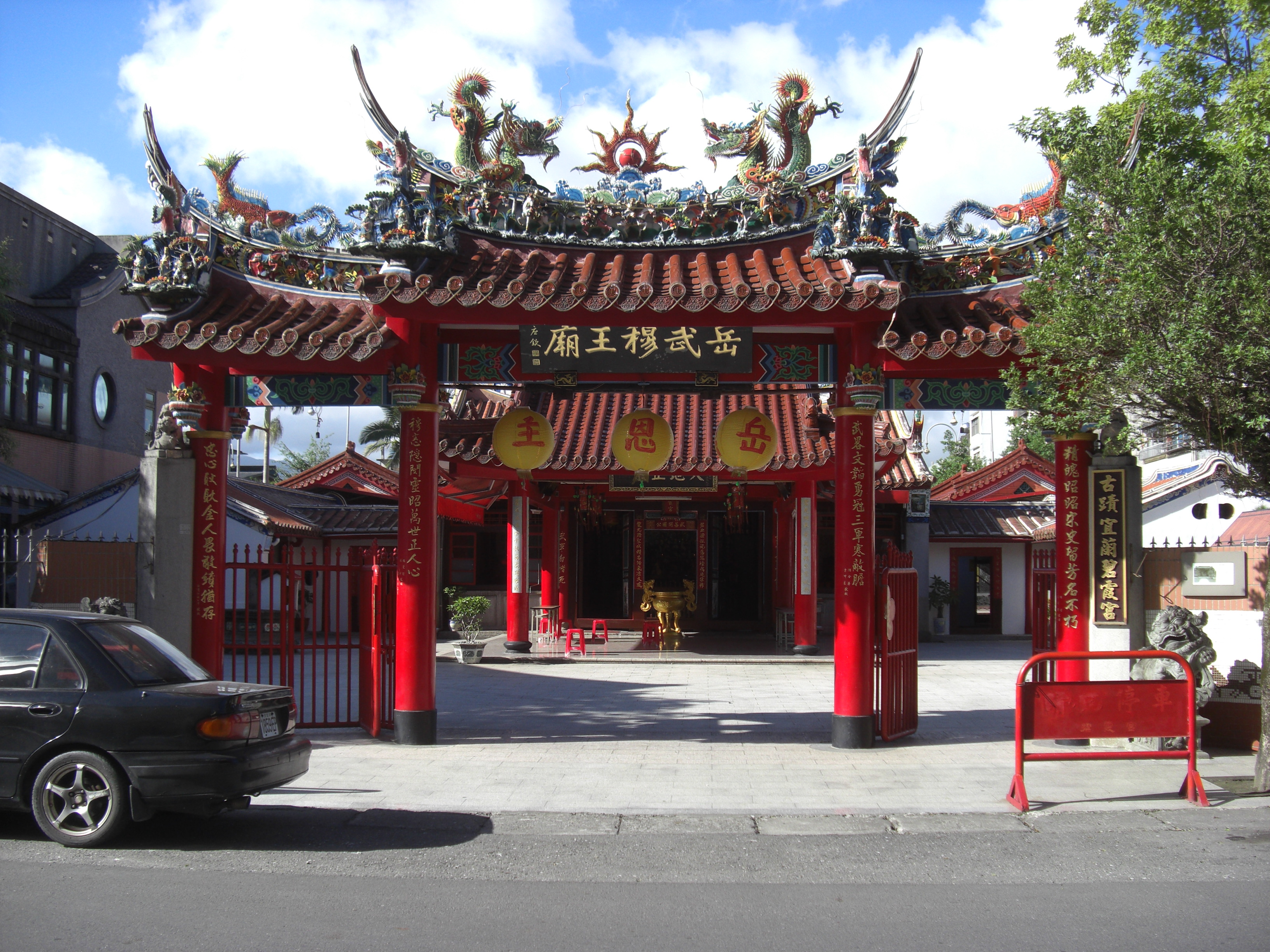
碧霞宮（岳武穆王廟）

- 宜蘭河浜公園
- 宜蘭中山公園（中国語版）（献馘碑）
- 金同春圳
- 宜蘭煉瓦窯（中国語版）
- 碧霞宮（中国語版）
- 宜蘭運動公園
- 陳氏家廟鑑湖堂及落羽松林
- 宜蘭設治紀念館（中国語版）
- 甲子蘭酒文物館（中国語版）（旧宜蘭酒廠）

## 対外関係

### 姉妹都市･提携都市
姉妹都市
- リーウッド（アメリカ合衆国 カンザス州）
- マデラ（アメリカ合衆国 カリフォルニア州）
- ローウェル（アメリカ合衆国 マサチューセッツ州）
- ブランズウィック（アメリカ合衆国 ジョージア州）

提携都市
- 京都市（日本国 近畿地方 京都府）
- 菊池市（日本国 九州地方 熊本県）
- 龍郷町（日本国 九州地方 鹿児島県 大島郡）
- さつま町（日本国 九州地方 鹿児島県 薩摩郡）
2018年（平成30年）8月19日 - 西郷菊次郎翁を縁とした交流宣言署名[3]